# Vườn quốc gia Chư Mom Ray
Vườn quốc gia Chư Mom Ray, nguyên là khu bảo tồn thiên nhiên Chư Mom Ray, thuộc tỉnh Quảng Ngãi, là một vườn quốc gia trong hệ thống các khu rừng đặc dụng của Việt Nam. Được thành lập theo quyết định của Thủ tướng chính phủ Cộng hòa Xã hội Chủ nghĩa Việt Nam số 103/2002/QĐ-TTg ngày 30 tháng 7 năm 2002. Vườn quốc gia Chư Mom Ray được coi là vương quốc khỉ, vượn vì nhiều loài khỉ, vượn quý hiếm có tên trong sách đỏ đã được đưa về đây. Hầu hết những con khỉ, vượn quý hiếm đều được đưa về trong tình trạng sắp chết, sau đó được cứu sống. Khi thương tích lành, lũ khỉ, vượn lại trở về với đời sống bản năng, kết hợp với lũ khỉ, vượn ở từ trước đó, chúng biến Vườn quốc gia Chư Mom Ray thành vương quốc riêng.
Theo chuyên gia Arnoud Steeman tỉ lệ đa dạng sinh học của vườn là 1,8%(Việt Nam là 6,2%) có 16 loài đặc hữu tại Việt Nam và 29 loài đặc hữu tại Đông Dương 
Ở đây cũng ghi nhận sự xuất hiện liên tục của loài bò xám tại Tây Nam huyện Sa thầy
Vườn quốc gia Chư Mom Ray nằm ở phía bắc Tây Nguyên và phía tây của tỉnh Quảng Ngãi, trên địa phận của 2 xã Sa Thầy và Ngọc Hồi. Phía bắc giáp địa giới hành chính các xã: Bờ Y, Sa Loong, Sa Thầy. Phía nam giáp địa giới hành chính các xã Mô Rai, Ya Xiêr, Sa Thầy. Phía đông giáp địa giới hành chính các xã: Rơ Kơi, Sa Nhơn. Phía tây giáp biên giới Việt Nam - Campuchia - Lào.
Tọa độ địa lý: từ 14°18′ đến 14°38′ vĩ bắc, và từ 107°29′ đến 107°47′ kinh đông. Tổng diện tích: 56.434 ha, trong đó:
- Phân khu bảo vệ nghiêm ngặt: 25.005 ha. Phân khu phục hồi sinh thái: 25.665 ha. Phân khu hành chính dịch vụ và du lịch: 4.088 ha.

Vùng đệm của vườn quốc gia Chư Mom Ray có diện tích 188.749 ha bao gồm các xã: Bờ Y, Sa Loong, Ngọc Hồi; Rơ Kơi, Sa Nhơn, Sa Sơn, Mô Rai, Ya Xiêr,Sa Thầy, tỉnh Quảng Ngãi.
Hệ thực vật: Vườn Quốc gia Chư Mom Rây có tới 12 kiểu thảm thực vật rừng. Theo kết quả công bố năm 2011 đã ghi nhận 1895 loài thực vật. Trong đó có 80 loài đang bị đe dọa và tuyệt chủng, với 48 loài có tên trong sách đỏ Việt Nam và 63 loài có tên Sách đỏ thế giới.
Đáng chú ý là trong số các loài có tên trong sách đỏ Việt Nam có 9 loài cây gỗ đang có nguy cơ bị tiêu diệt như: Chò chỉ, Tuế lá xẻ, Kim giao, Thông tre, Cẩm lai, Trầm hương, Vù hương, Dầu đọt tím.
Tại đây ghi nhận có 97 loài thú 270 loài chim 17 bộ và 60 họ, 69 loài bò sát, 19 loài cá nước ngọt; đặc biệt có 29 loài đặc hữu của Việt Nam, trong đó có chà vá chân xám, nâu, gấu báo, mèo ri, rừng Bò tót Đông Dương, Trâu rừng ...
Chim có công ,trĩ ,Hồng hoàng ,...
1. ↑  Vương quốc khỉ, vượn ở Việt Nam